# 西区老大房
西区老大房，原名真老大房西区分店，是中華人民共和國上海市一家苏式糕点老字號食品商店，创建于中華民国24年（1932年）静安寺周邊的海格路，原本是南京東路上的真老大房的一家分店，由真老大房老板陈翰卿創建，後來西區老大房脫離真老大房獨自經營。

## 糕點和食品
西区老大房的苏式月饼獲得過上海名优月饼等称号。奶油球糖、白蛋糕和万宝可乐硬糖先后获1978年和1988年中華人民共和國商业部「优质产品」称号。2014年老大房熏鱼、虾子鲞鱼、坚果仁和糕点等产品商标被认定为上海市著名商标。

## 歷史
1932年秋，老大房在静安寺海格路1号开设「真老大房西区分店」。主要经营炉货、蒸货、糕片、蛋糕、油麵、酥皮、月饼、糖果等八大系列约300多个产品。1933年，为进一步扩展经营，真老大房西区分店在常德路115号設立糕点工场，接着又在靜安寺路1771号設立糖果工场。店内增设火腿部，经营南北咸腿、金华火腿。1934年，真老大房创业人陈翰卿去世，由其族弟陈冀若继任经理。此時真老大房西区分店又经销沙利文、马宝山、泰康、冠生园等各厂的中西糕点、饼干、糖果、蜜饯等食品。此外真老大房西区分店又前往苏州等地采购酱货食品，复制加工成酱菜，如乳瓜、虾子鲞鱼、豆腐干等食品。
1956年公私合营后，真老大房的南京東路店划归黄浦区當局所有，而西区分店则划归静安区當局並改名为西区老大房，独立经营，同時鉴记老大房、味美两家食品店併入西区老大房。之後西区老大房以老大房为其注册品牌，此商标注册后被认定为「上海市著名商标」。西区老大房之後每逢中秋前后焙制「三鲜月饼」，秋冬季节推出糖炒栗子和甘草玫瑰瓜子。到了1980年代，西区老大房已拥有商业网店、厂房、工场等14家，经营生产面积为6000多平方米，员工460多人。
1993年，因上海建造上海地铁2号线，西区老大房从静安寺动迁到愚园路635号营业。商店面积缩小至400多平方米，留下的员工也縮減至40多名。